# Argie fille d'Autésion
Pour les articles homonymes, voir Argie.
Dans la mythologie grecque, Argie ou Argia (en grec ancien Ἀργεία / Argeía) est la fille d'Autésion, roi de Thèbes. Elle épouse Aristodème, de qui elle a les jumeaux Eurysthénès et Proclès.
Après la mort de son mari, c'est son frère Théras qui devient le tuteur de ses enfants.

## Sources
- Pseudo-Apollodore, Bibliothèque [détail des éditions] [lire en ligne], II, 8, 3.
- Hérodote, Histoires [détail des éditions] [lire en ligne], VI, 52.
- Pausanias, Description de la Grèce [détail des éditions] [lire en ligne], III, 1, 7 et IV, 3, 4.